# Parategastes herteli
Parategastes herteli is een eenoogkreeftjessoort uit de familie van de Tegastidae. De wetenschappelijke naam van de soort is voor het eerst geldig gepubliceerd in 1953 door Jakobi.